# 18 de agosto
El 18 de agosto es el 230.º (ducentésimo trigésimo) día del año en el calendario gregoriano y el 231.º en los años bisiestos. Quedan 135 días para finalizar el año.

## Acontecimientos
- 293 a. C.: en la villa de Roma (península itálica) se construye el primer templo a Venus conocido; comienza la institución de los festivales Vinalia Rústica.
- 684: batalla de Marj Rahit: los partisanos omeyas derrotan a los partidarios de Ibn al-Zubayr y consolidan el control omeya de al-Sham (Siria).[1]
- 707: la princesa Abe accede al trono imperial japonés con el nombre de «Emperatriz Genmei».[2]
- 1201: en Letonia se funda la aldea de Riga.
- 1304: la batalla de Mons-en-Pévèle se libra entre el ejército francés y las milicias flamencas.[3]
- 1480: en la isla de Gran Canaria desembarca la expedición organizada por los Reyes Católicos para la conquista del archipiélago.
- 1487: en España, los Reyes Católicos toman definitivamente la ciudad de Málaga tras ser rendida por el reino nazarí después de uno de los asedios más largos de la Reconquista.
- 1487: el asedio de Málaga finaliza con la toma de la ciudad por las fuerzas castellanas y aragonesas.
- 1492: en España se presenta a la reina Isabel I de Castilla la primera gramática de la lengua española (Gramática de la lengua castellana), del humanista Antonio de Nebrija (1444‑1522), que se trató del primer estudio sobre la lengua castellana y sobre una lengua romance.[4]
- 1502: en el sur del océano Atlántico, João da Nova (1460‑1509; navegante gallego al servicio de la corona de Portugal) descubre un islote al que da el nombre de Santa Elena (actualmente en poder del Reino Unido).
- 1541: en la prefectura de Kumamoto (Japón), un barco portugués fondea en la costa de Higo.
- 1562: en el estado de Zacatecas (México), Alonso López de Lois funda la aldea de Santa Elena, hoy día la ciudad de Río Grande.
- 1572: en París, el rey hugonote Enrique IV de Francia se casa con Margarita de Valois, en un intento de reconciliar a los protestantes con los católicos.[5]
- 1590: John White, gobernador de la colonia de Roanoke (en una isla en la costa del actual estado de Carolina del Norte), regresa de un viaje de abastecimiento a Inglaterra pero encuentra su asentamiento desierto: ni rastro de los 90 hombres, las 17 mujeres y los 11 niños ni tampoco había huellas de violencia. Se cree que los pobladores abandonados se integraron con una tribu existente en la isla Hatteras, 76 km al sur.[6]
- 1612: en las Assizes (audiencias judiciales) de la ciudad de Lancaster, en el noroeste de Inglaterra, comienza el juicio de las brujas de Pendle, uno de los juicios más famosos de Inglaterra.
- 1634: en Loudun (Francia), la Iglesia católica quema vivo al sacerdote católico Urbain Grandier tras someterlo a la bota española (un tornillo lleno de pinchos, que se ponía al rojo vivo y luego se aplicaba a la pantorrilla y al tobillo para destrozar los huesos). A pesar de la tortura, Grandier nunca confesó la brujería de la que lo acusaban.
- 1721: en el declinante Imperio safávida, 123 km al oeste de Bakú, 15 000 rebeldes lezguinos sunitas atacan y saquean la ciudad de Shamaji, capital de la región de Shirván (en la actual Azerbaiyán). Masacran a los civiles chiitas y a los comerciantes rusos. Esto disparará la guerra ruso-persa (1722-1723), lo que llevó al cese del comercio entre Irán y Rusia, y la designación de Astracán como el nuevo término en la ruta comercial del Volga.

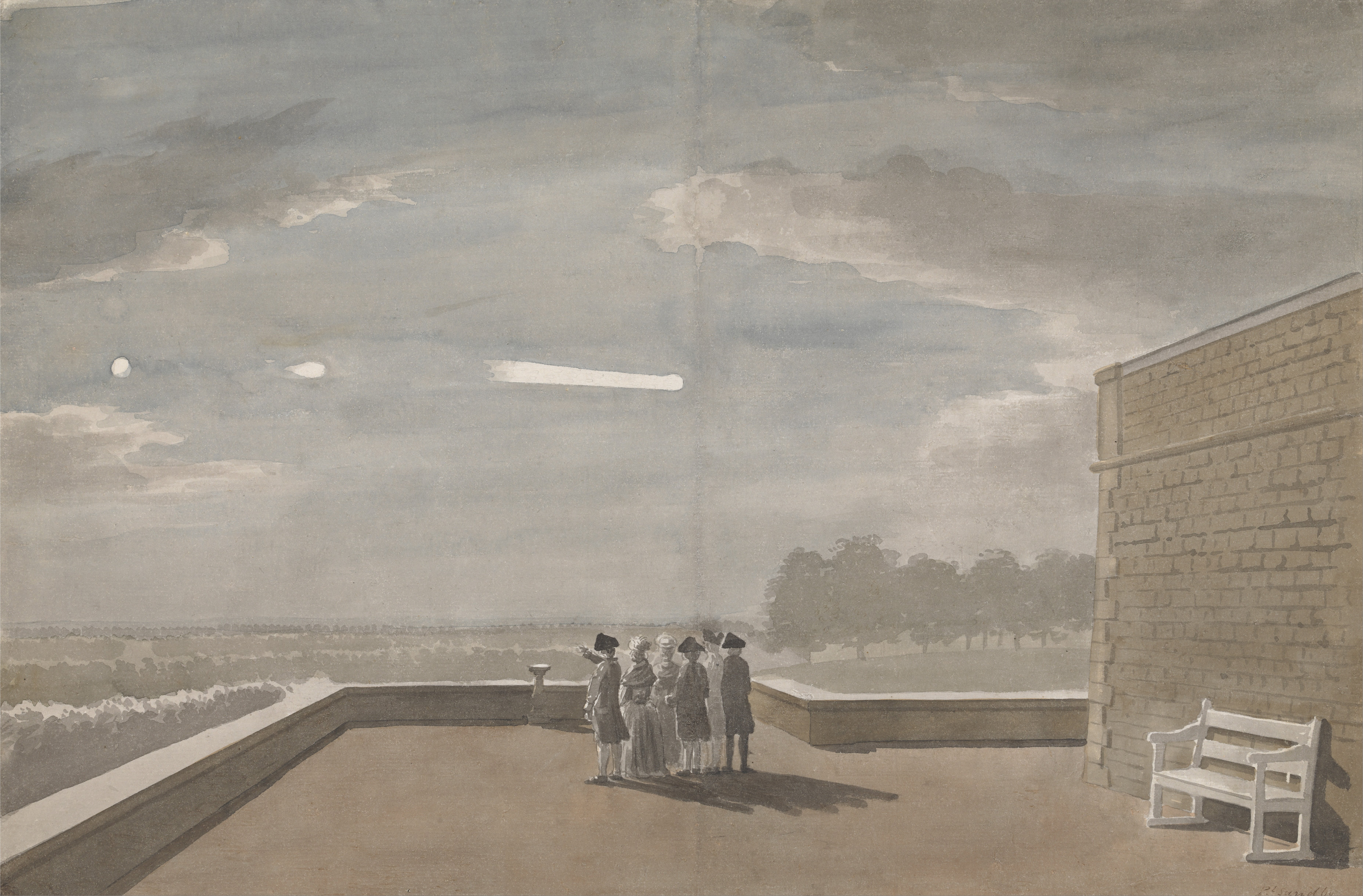
El Gran Meteorito de 1783 visto desde la terraza del palacio de Windsor (Londres). Nótese el entorno brumoso de la pintura, relacionado con la erupción del volcán Laki (Islandia), entre el 8 de junio de 1783 y el 7 de febrero de 1784.

- 1783: en toda la región oriental de Gran Bretaña se avista el Gran Meteoro de 1783.
- 1796: los gobiernos de España y Francia establecen una alianza contra el Reino Unido, en el Tratado de San Ildefonso, obra de Manuel de Godoy.
- 1807 (martes): en la ciudad de Guadalajara (provincia de Jalisco), las monjas del convento dominico de Jesús María de Guadalajara presentan una estatuilla «milagrosamente» repintada de la Virgen del Rosario, que había sido golpeada por un rayo en la madrugada del jueves 13 de agosto. Se bautiza esa estatuilla como la Virgen del Rayo.
- 1808: en la España napoleónica (ocupada por los franceses), el rey José I Bonaparte, decreta que se vendan los bienes de los conventos con menos de 12 religiosos y de las Obras Pías, en un intento por controlar el desmedido saqueo y expolio de sus tropas.
- 1809: en el Gran Ducado de Finlandia se establece el Senado de Finlandia después de que el zar Alejandro I de Rusia adoptara oficialmente el Estatuto del Consejo de Gobierno.[7]
- 1810: en el territorio de Tarija (Bolivia) se convoca a un cabildo abierto donde la población elegiría como diputado y representante para la Junta Grande, al joven abogado José Julián Pérez de Echalar.
- 1826: en el centro de África, el militar escocés Gordon Laing se convierte en el primer europeo no musulmán en entrar en la ciudad de Tombuctú, donde será asesinado el 26 de septiembre.[8]
- 1838: desde el puerto de Hampton Roads (estado de Virginia) zarpa la expedición Wilkes, que exploraría el Puget Sound y la Antártida.
- 1841: en la villa de San Juan (oeste de Argentina) se libra la batalla de La Chacarilla. Nazario Benavídez recupera la villa, y captura al general Mariano Acha.
- 1848: en la ciudad de Buenos Aires (Argentina), el gobernador Juan Manuel de Rosas manda fusilar al sacerdote Ladislao Gutiérrez y Camila O’Gorman.
- 1850: en Madrid (España), una real orden da origen al Archivo Histórico Nacional.
- 1858: entre Europa y América se realizan las primeras comunicaciones por cable submarino.
- 1864: en Petersburg (estado de Virginia) ―en el marco de la guerra civil estadounidense (1861‑1865) se libra la batalla de Globe Tavern: fuerzas unionistas intentan cortar la línea de suministros de los confederados hacia Petersburg (estado de Virginia), atacando el ferrocarril de Wilmington y Weldon.
- 1868: en Francia, el astrónomo Pierre Janssen descubre el helio.
- 1870: en el marco de la guerra franco-prusiana (1870‑1871), los franceses vencen a los prusianos en la batalla de Gravelotte.
- 1877: el astrónomo estadounidense Asaph Hall (1829‑1907) descubre Fobos, una de las lunas de Marte.[9]
- 1891: en el archipiélago de las Antillas, un huracán de gran magnitud azota la isla Martinica (colonia de Francia), dejando 700 muertos.
- 1903: en Hannover (Alemania), el ingeniero Karl Jatho (1873‑1933) vuela su avión planeador motorizado de fabricación propia. Cuatro meses después lo harán los Hermanos Wright, pero con testigos.
- 1904: en Australia, Chris Watson renuncia al cargo de primer ministro, y es sucedido por George Reid.
- 1917: en Tesalónica (Grecia), un incendio destruye el 32 % de la ciudad, dejando a 70 000 personas sin hogar.
- 1920: en los Estados Unidos se firma la Decimonovena Enmienda a la Constitución de los Estados Unidos, que garantiza el sufragio femenino.
- 1923: en Londres (Reino Unido) se celebran los Campeonatos WAAA (Women.s Amateur Athletic Association: ‘Asociación Atlética Amateur Femenina’), los primeros campeonatos británicos de atletismo para mujeres.
- 1933: exposición de radios celebrada en Berlín (Alemania), la empresa Seibt ―a petición del entonces ministro de Propaganda nazi, Joseph Goebbels― presenta por primera vez al público alemán el Volksempfänger (en alemán, literalmente ‘receptor del pueblo’), desarrollados por Otto Griessing]]. Goebbels pronuncia un discurso acompañante en el que proclama la radio como la «octava gran potencia».[10]
- 1936: a las 4:45 de la madrugada, en el camino de 1,7 km que va desde el pueblo de Víznar hasta el de Alfacar, 8 km al nornoreste del centro de Granada (España) ―un mes después del golpe de Estado que provocó el inicio de la guerra civil española (1936‑1939)―, los franquistas asesinan al poeta granadino Federico García Lorca.
- 1937: 1567 km al noreste de San Francisco (estado de California) un rayo inicia un inmenso incendio en el Bosque Nacional Shoshone (estado de Wyoming), que en tres días matará a 15 bomberos e impulsará al Servicio Forestal de los Estados Unidos a desarrollar su programa de paracaidistas forestales.[11]
- 1938: 153 km al nornoroeste de Nueva York, el presidente estadounidense Franklin D. Roosevelt inaugura el Puente Internacional de las Mil Islas, que conecta el estado de Nueva York (Estados Unidos) con la provincia de Ontario (Canadá), pasando sobre el río San Lorenzo, y dedicado al presidente estadounidense Franklin D. Roosevelt.
- 1940: en el canal de la Mancha y en la costa sur de Inglatera ―en el marco de la batalla de Inglaterra de la segunda guerra mundial (1939‑1945)― se libra la batalla aérea El Día Más Duro. En ese momento, se trata del mayor combate aéreo de la historia, con grandes pérdidas para ambos bandos.
- 1941: en Berlín (Alemania), Adolf Hitler ordena la eutanasia sistemática de los enfermos mentales.
- 1945: en la isla de Shumshu ―en el marco de la guerra soviético-japonesa (parte de la segunda guerra mundial)― desembarcan las fuerzas soviéticas. La batalla de Shumshu iniciará la invasión de las islas Kuriles por parte de la Unión Soviética.[12]
- 1945: en Indonesia, el dictador Sukarno asume el cargo como el primer presidente de ese país, tras la declaración de independencia del país el día anterior.
- 1947: en Cádiz (España) estalla un depósito de explosivos de la Marina de Guerra, causando unos 150 fallecidos y más de 5000 heridos.[13]
- 1949: en la ciudad de Kemi (Finlandia) sucede la huelga de Kemi de 1949: la policía ataca a los huelguistas y mata a dos de ellos.[14]
- 1949: en Herzogenaurach (Alemania) se funda la empresa Adidas, fabricante de calzado y ropa deportiva.
- 1950: en Bruselas (Bélgica), los monárquicos leopoldistas asesinan a Julien Lahaut (65), presidente del Partido Comunista de Bélgica. El periódico del partido culpa a los monárquicos y a los rexistas.
- 1952: en Chile, desde este año se celebra el Día de la Solidaridad, en conmemoración del fallecimiento del sacerdote jesuita Alberto Hurtado (1901‑1952), quien dedicó su vida a los más desfavorecidos. Hurtado será canonizado en 2005 por el papa Benedicto XVI.
- 1957: en el área de pruebas atómicas de Nevada (a unos 100 km al noroeste de la ciudad de Las Vegas), a las 4:00 a. m. (hora local) Estados Unidos detona su bomba atómica Shasta, de 17 kilotones. (En comparación, la bomba de Hiroshima fue de 13 kilotones). Es la bomba n.º 103 de las 1132 que Estados Unidos detonó entre 1945 y 1992.
- 1958: en Estados Unidos se publica la polémica obra Lolita, de Vladimir Nabokov.
- 1958: en el atolón Enewetak (islas Marshall, en medio del océano Pacífico), a las 15:00 hora local Estados Unidos detona su bomba atómica Fig, de 0,02 kilotones. Es la bomba n.º 156 de las 1132 que Estados Unidos detonó entre 1945 y 1992, y la última que se hizo explotar en esta isla.
- 1963: en la Universidad de Misisipi ―en el marco del apartheid que asoló Estados Unidos hasta 1967―, James Meredith (n. 1933) se convierte en el primer graduado afroestadounidense.
- 1965: en la península de Van Tuong ―en el marco de la guerra del Vietnam (1955‑1975)― los marines estadounidenses destruyen una fortaleza del Viet Cong en la primera gran batalla terrestre estadounidense de esta guerra (Operación Starlite).
- 1966: en la guerra del Vietnam (1955‑1975) se produce la batalla de Long Tan, cuando una patrulla invasora del Sexto Batallón del Regimiento Australiano Real se encuentra con una guerrilla de patriotas vietcong. (Véase Cruz de Long Tan).
- 1968: Racing Club se coronó campeón del Trofeo Costa del Sol al derrotar 2-0 en la final al Anderletch. Es el único equipo argentino y el primero del continente americano en ganar este título.
- 1969: en Bethel (Nueva York) concluye el Festival de Woodstock.
- 1971: en La Paz (Bolivia), el corrupto militar Hugo Banzer Suárez perpetra un golpe de Estado. Establecerá relaciones con el narcotraficante Roberto Suárez, el Rey de la Cocaína. Tras este primer narcogobierno, el segundo será la sangrienta dictadura de Luis García Meza, entre 1980 y 1981. Su régimen estuvo estrechamente vinculado con redes de narcotráfico establecidos por la CIA a través de militares de la dictadura cívico-militar argentina (1976-1983).
- 1971: en el marco de la guerra de Vietnam (1955‑1975), los ejércitos invasores de Australia y de Nueva Zelanda se retiran de Vietnam.
- 1971: en el área de pruebas atómicas de Nevada, a las 4:00 a. m. (hora local) Estados Unidos detona su bomba atómica Algodones, de 67 kilotones. (En comparación, la bomba de Hiroshima fue de 13 kilotones). Es la bomba n.º 736 de las 1132 que Estados Unidos detonó entre 1945 y 1992.
- 1972: la sonda soviética Luna 24 de la Unión Soviética realiza un alunizaje controlado.[15]
- 1973: en Bakú (Azerbaiyán) se estrella el vuelo A-13 de la empresa Aeroflot tras despegar del Aeropuerto Internacional Heydar Aliyev, con un saldo de 56 muertos y 8 heridos.[16]
- 1973: en el estado de Guanajuato (México) se inunda la ciudad de Irapuato.
- 1976: en la Zona desmilitarizada de Corea de Panmunjeom, un puesto fronterizo controlado por Estados Unidos, un grupo de soldados estadounidenses decide unilateralmente cortar un árbol ―sin coordinar previamente con los norcoreanos―. Inmediatamente, un grupo de soldados norcoreanos los atacan y matan a dos oficiales del ejército de EE. UU. (Incidente de los asesinatos con hacha).
- 1976: la sonda robótica Luna 24 de la Unión Soviética aterriza con éxito en la Luna.
- 1977: en King William's Town (Sudáfrica), la policía arresta al activista negro Steve Biko en virtud de la Ley Antiterrorista n.º 83. Biko morirá días después (el 12 de septiembre) a causa de las heridas sufridas durante el arresto, lo que llama la atención sobre las políticas de apartheid de Sudáfrica.
- 1983: a las costas del estado de Texas (Estados Unidos) llega el huracán Alicia, causando 21 muertes.
- 1986: en el Monasterio de Montserrat (España), un incendio forestal provocado aísla a mil personas.
- 1989: en la Plaza Central de Soacha, 18 km al oeste de Bogotá (Colombia) a las 20:45 h sicarios bajo las órdenes del político Alberto Santofimio (bajo las órdenes del narcotraficante Pablo Escobar) asesinan al candidato presidencial colombiano Luis Carlos Galán (45), al concejal de Soacha Julio César Peñaloza (35) y al coronel de la policía Valdemar Franklin Quintero (48), quien había salvado a Galán en la Universidad de Medellín de un atentado con misil dos semanas antes.
- 1992: en el estado de Massachusetts (Estados Unidos), la empresa informática estadounidense Laboratorios Wang ―fundada en 1951 por An Wang y Ge Yao Chu― entra en bancarrota. fue una empresa de informática que tuvo un impacto significativo en la industria, especialmente en el desarrollo de sistemas de procesamiento de textos y minicomputadoras. La empresa, establecida en 1951, inicialmente se enfocó en la fabricación de máquinas de escribir, calculadoras y procesadores de texto, y más tarde incursionó en la producción de computadoras, fotocopiadoras e impresoras láser.
- 1993: en el aeródromo Leeward Point Field de la Base Naval de la Bahía de Guantánamo (base militar estadounidense ubicada en el extremo sureste de la isla de Cuba) se estrella el vuelo 808 de American International Airways. Los tres tripulantes resultan heridos.[17]
- 1995: en Madrid (España), el Tribunal Supremo asume el caso de los GAL (Grupos Antiterroristas de Liberación) ―que entre 1983 y 1987 perpetraron actos de terrorismo de Estado financiados por el Gobierno presidido por Felipe González para combatir a la banda terrorista ETA― y reclama al juez Baltasar Garzón el sumario.
- 1996: en el estadio José Amalfitani (Buenos Aires), el club de fútbol Vélez Sársfield empata 0 a 0 ante Independiente y se consagra, por primera vez, bicampeón del fútbol argentino. Este fue su cuarto título a nivel local.
- 2003: en el muelle del pueblo Conception Bay South, 27 km al oeste de la ciudad de San Juan de Terranova (Canadá), Shirley Turner (42) se arroja al mar para suicidarse y al mismo tiempo asesinar a su hijo Zachary Bagby (1), dormido con somníferos y atado a su cuerpo mediante un suéter o jersey. Turner había obtenido su custodia a pesar de enfrentar un juicio por haber asesinado dos años antes al padre del bebé, Andrew Bagby (28). El caso será difundido en el documental Querido Zachary: carta a un hijo acerca de su padre (2008) y condujo a la creación de la Ley Zachary, que ayuda a proteger a los niños en relación con sus padres acusados por crímenes.[18]
- 2005: en la isla de Java (Indonesia) sucede un masivo apagón eléctrico que afecta a casi 100 millones de personas. Es uno de los apagones más grandes y generalizados de la historia humana.
- 2008: en Pakistán, el presidente Pervez Musharaf presenta su renuncia, tras sufrir amenaza de proceso de destitución.
- 2008: 15 km al norte de la villa de Surobi, que se encuentra 71 km al este de Kabul (Afganistán), los talibanes emboscan a 102 soldados (60 franceses, 30 afganos y 12 estadounidenses). Mueren unos 80 talibanes y 10 franceses.
- 2011: en la autopista 12 (Israel) cerca de la frontera con Egipto, un grupo de militantes egipcios de los Comités de Resistencia Popular abren fuego contra una patrulla militar, dos autobuses y dos automóviles particulares. Al menos ocho israelíes fueron asesinados.[19]
- 2017: en el municipio tarragonés de Cambrils (España), a la 1:30 de la madrugada, cinco terroristas de la banda Estado Islámico tratan de proseguir el atentado ocurrido el día anterior en Barcelona: atropellan mortalmente a una mujer, y hieren a seis personas más ―tres de ellas, policías― antes de volcar en el paseo marítimo de la ciudad debido al exceso de velocidad del vehículo. Los mozos de escuadra (miembros de la policía catalana) los ultiman a tiros.
- 2017: en la ciudad de Turku, 168 km al oeste de Helsinki (Finlandia), un ciudadano musulmán marroquí mata a cuchilladas a dos personas y hiere a ocho. Este ataque de Turku de 2017 será el primer ataque terrorista que será juzgado como delito en Finlandia.
- 2019: en Islandia, cien activistas, funcionarios y otros ciudadanos preocupados celebran un funeral por el glaciar Ok‑jökull, que se derritió por completo después de haber cubierto 16 km².[20]
- 2023: se estrena la película Blue Beetle.

## Nacimientos
- 1305: Ashikaga Takauji, militar (shōgun) japonés (f. 1358).
- 1414: Jami, poeta persa (f. 1492).
- 1450: Marko Marulić, poeta y escritor croata (f. 1524).[21]
- 1458: Lorenzo Pucci, cardenal católico (f. 1531).
- 1497: Francesco Canova da Milano, compositor italiano (f. 1543).
- 1542: Charles Neville, aristócrata («6.º conde de Westmorland») inglés (f. 1601).

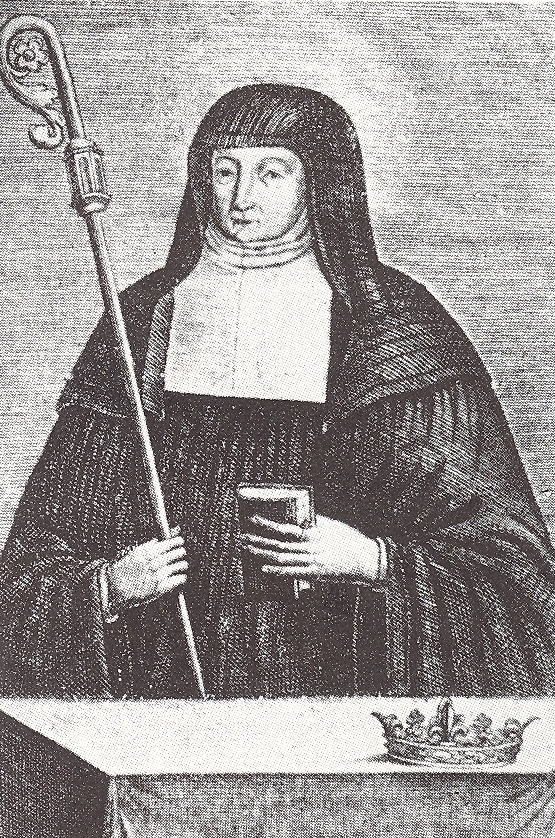
Carlota Flandrina

- 1579: Carlota Flandrina de Nassau, aristócrata («condesa de Nassau») y abadesa francesa (f. 1640), hija del rey Guillermo de Orange con su cuarta esposa, Carlota de Borbón-Montpensier.[22]
- 1587: Virginia Dare, nieta del gobernador John White de la colonia de Roanoke, primera hija de padres ingleses en la actual Estados Unidos (fecha de fallecimiento desconocida).[23]
- 1596: Jean Bolland, sacerdote jesuita y hagiógrafo flamenco-belga (f. 1665).
- 1605: Henry Hammond, clérigo y teólogo inglés (f. 1660).[24]
- 1606: María Ana de España, aristócrata («infanta» y «emperatriz del Sacro Imperio Romano Germánico») española (f. 1646), hija menor del rey Felipe III de España y de Margarita de Austria, y esposa de su primo Fernando III, emperador del Sacro Imperio Romano Germánico.
- 1611: María Luisa de Gonzaga, aristócrata francesa, reina de Polonia (f. 1650).
- 1629: Agneta Horn, escritora sueca (f. 1672).[25]
- 1657: Ferdinando Galli Bibbiena, arquitecto y pintor italiano (f. 1743).[26]
- 1685: Brook Taylor, matemático y teórico británico-inglés (f. 1731).
- 1692: Luis Enrique de Borbón-Condé, aristócrata («duque de Borbón», «príncipe de Condé» y «par de Francia») y político católicio francés (f. 1740), primer ministro entre 1723 y 1726, persiguió a los protestantes; hijo de Luis III de Borbón-Condé y Luisa Francisca de Borbón.
- 1700: Baji Rao I, general indio (f. 1740), primer peshwa (‘primer ministro’) del Imperio maratha.
- 1720: Laurence Shirley, aristócrata («4.º conde de Ferrers») y político británico-inglés (f. 1760), famoso por ser el último «par» en ser ahorcado, tras ser condenado por el asesinato de su mayordomo.[27]
- 1750: Antonio Salieri, compositor, director de orquesta y violinista italiano (f. 1825).
- 1754: François de Chasseloup-Laubat, aristócrata («marqués de Chasseloup-Laubat»), general e ingeniero francés (f. 1833).[28]
- 1774: Meriwether Lewis, militar, explorador y político estadounidense (f. 1809).
- 1776: Agustín Argüelles, abogado, político y diplomático español (f. 1844).
- 1781: Joaquín Suárez, presidente interino y político uruguayo (f. 1868).
- 1781: José Mariano Jiménez, militar insurgente mexicano (f. 1811).
- 1792: John Russell, primer conde Russell, aristócrata («1.er político británico‑inglés (f. 1878), primer ministro del Reino Unido.
- 1793: Augusta de Anhalt-Dessau, princesa alemana (f. 1854).
- 1803: Nathan Clifford, abogado, jurista y político estadounidense (f. 1881), 19.º fiscal general de los Estados Unidos.[29]
- 1807: BT Finniss, político australiano (f. 1893), 1.º primer ministro de Australia del Sur.
- 1819: María Nikoláievna Románova, aristócrata («gran duquesa de Rusia» y «duquesa de Leuchtenberg») rusa (f. 1876), hija del zar Nicolás I y de Carlota de Prusia, y hermana del emperador Alejandro II.
- 1822: Isaac P. Rodman, general y político estadounidense (f. 1862 en la batalla de Antietam).[30]
- 1829: Enriqueta Lozano, escritora española (f. 1895).
- 1830: Francisco José I, aristócrata austríaco (f. 1916), emperador entre 1848 y 1916 y rey húngaro entre 1867 y 1916.
- 1831: Ernest Noel, empresario y político británico‑escocés (f. 1931).[31]
- 1834: Marshall Field, empresario estadounidense, fundó Marshall Field's (f. 1906).
- 1841: William Halford, teniente anglo-estadounidense, ganador de la Medalla de Honor (f. 1919).
- 1855: Alfred Wallis, pintor e ilustrador británico-inglés (f. 1942).
- 1857: Libert H. Boeynaems, obispo y misionero belga-estadounidense (f. 1926), obispo de Hawái.[32]
- 1857: Eusebius Mandyczewski, compositor y musicólogo austríaco (f. 1929).
- 1861: Fernando Tarrida del Mármol, anarquista hispano-cubano (f. 1915).
- 1866: Mahboob Ali Khan, aristócrata y político («6.º nizam») indio (f. 1911), reyezuelo de Hyderabad.[33]
- 1868: Edward Abramowski, filósofo anarquista polaco (f. 1918).
- 1869: Clémentine Hélène Dufau, pintora francesa (f. 1937).
- 1869: Carl Rungius, pintor y educador germano-estadounidense (f. 1959).
- 1870: Lavr Kornilov, general y explorador ruso (f. 1918).
- 1873: Leo Slezak, tenor alemán (f. 1946).
- 1875: Prithvi Bir Bikram Shah, aristócrata nepalí, rey entre 1881 y 1911 (f. 1911).
- 1879: Manuel Arce y Ochotorena, cardenal español (f. 1948).
- 1879: Aleksandr Rodzyanko, general y jinete ruso (f. 1970), participó en los Juegos Olímpicos de 1912.[34]
- 1882: Herman Groman, atleta estadounidense (f. 1954).
- 1884: Ludovico Limentani, filósofo italiano (f. 1949).
- 1885: Nettie Palmer, poetisa, crítica literaria y ensayista australiana (f. 1964).
- 1887: John Anthony Sydney Ritson, rugbista británico-inglés, inspector de minas, ingeniero y profesor de minería (f. 1957).[35]
- 1889: Joaquín Amaro Domínguez, militar y político mexicano (f. 1952).
- 1889: Achille Starace, político italiano (f. 1945).
- 1890: Walther Funk, economista y político nazi alemán (f. 1960), ministro de Economía del III Reich.
- 1893: Burleigh Grimes, beisbolista y mánager estadounidense (f. 1985).
- 1893: Ernest MacMillan, director de orquesta, compositor, arreglista, organista, pianista, conferencista, profesor de música, humorista y escritor canadiense (f. 1973); fue el músico más destacado de Canadá desde los años 1920 hasta los 1950, y el único «caballero» músico de Canadá.[36]
- 1896: Jack Pickford, actor y cineasta canadiense (f. 1933).
- 1898: Clemente Biondetti, piloto de carreras italiano (f. 1955).
- 1900: Ruth Bónner (Ruf Grigorievna Bónner), activista comunista soviética (f. 1987), sentenciada a un campo de trabajo durante la Gran Purga de Iósif Stalin; madre de Yelena Bónner (1923‑2011) y suegra del físico nuclear Andréi Sájarov (1921‑1989).
- 1900: Ernesto Camagni, obispo italiano (f. 1966).
- 1900: Ruth Norman, líder religiosa y estafadora anticientífica estadounidense (f. 1993), creadora de terapias de vidas pasadas y fundadora de la seudocientífica Academia de Ciencias Unarius, autonombrada «única embajadora» terrícola de la Confederación Interplanetaria.[37]
- 1900: Vijaya Lakshmi Pandit, diplomática y política india (f. 1990).
- 1901: Ramón Munita Eyzaguirre, obispo chileno (f. 1992).
- 1902: Adamson-Eric (Erich Carl Hugo Adamson), pintor estonio (f. 1968).[38]
- 1902: Margaret Murie, ambientalista y escritora estadounidense (f. 2003).[39]
- 1903: Lucienne Boyer, cantante francesa (f. 1983).
- 1904: Max Factor, Jr., empresario estadounidense (f. 1996).[40]
- 1906: Marcel Carné, director y guionista francés (f. 1996).
- 1906: Curtis Jones, pianista y cantante afroestadounidense de blues (f. 1971).
- 1906: Ladislao Vajda, cineasta húngaro expatriado en España (f. 1965).
- 1907: Enoch Light, director de banda, ingeniero de grabación y violinista estadounidense con formación clásica (f. 1978).[41]
- 1908: Sam English, futbolista irlandés (f. 1967).
- 1908: Edgar Fauré, político e historiador francés (f. 1988), 139.º primer ministro de Francia.
- 1908: Olav H. Hauge, poeta y jardinero noruego (f. 1994).
- 1908: Bill Merritt, jugador de críquet y comentarista deportivo neozelandés (f. 1977).[42]
- 1909: Gerard Filión, empresario y periodista canadiense (f. 2005).[43]
- 1910: Antonio Ballester, escultor español (f. 2001).
- 1910: Herman Berlinski, pianista, director de orquesta y compositor polaco-estadounidense (f. 2001).[44]
- 1910: Gerrit Keizer, futbolista neerlandés (f. 1980).
- 1910: Robert Winters, coronel, ingeniero y político canadiense (f. 1969), 26.º ministro de Obras Públicas de Canadá.
- 1911: Amelia Boynton Robinson, activista estadounidense (f. 2015).
- 1911: Klara Dan von Neumann, informática y programadora húngara (f. 1963).
- 1911: Maria Ulfah Santoso, política indonesia y activista por los derechos de las mujeres (f. 1988).[45]
- 1912: Kurt Meisel, actor y cineasta austríaco (f. 1994).
- 1912: Elsa Morante, escritora italiana (f. 1985).
- 1912: Otto Ernst Remer, general alemán (f. 1997).
- 1913: Romain Maes, ciclista belga (f. 1983).
- 1914: Lucy Ozarin, teniente comandante de la Marina de los Estados Unidos y psiquiatra estadounidense (f. 2017).
- 1915: Max Lanier, beisbolista y mánager estadounidense (f. 2007).
- 1916: Neagu Djuvara, historiador, ensayista, filósofo, periodista, novelista y diplomático rumano (f. 2018).[46]
- 1916: Moura Lympany, pianista británico-inglés (f. 2005).
- 1917: Caspar Weinberger, capitán, abogado y político estadounidense (f. 2006), 15.º secretario de Defensa de los Estados Unidos.

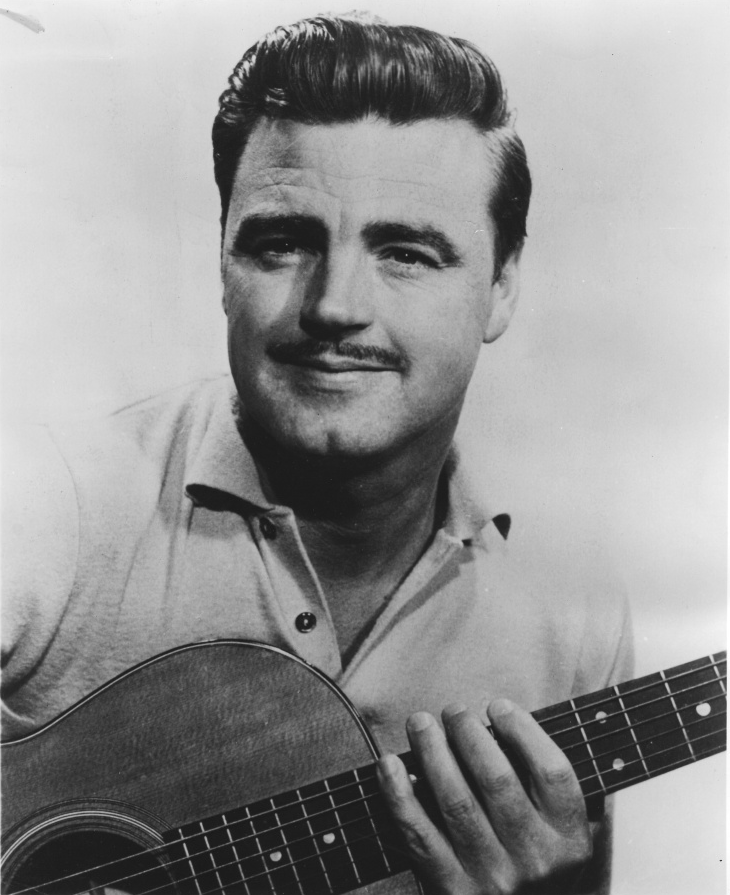
Cisco Houston

- 1918: Cisco Houston, cantautor y guitarrista estadounidense (f. 1961), durante años grabó e hizo giras con Woody Guthrie.[47]
- 1918: Vittorio Sentimenti, futbolista italiano (f. 2004).
- 1918: Leif Wikström, regatista sueco (f. 1991).
- 1919: Félix Acaso, actor español (f. 2007).
- 1919: Wally Hickel, empresario y político estadounidense (f. 2010), 2.º gobernador de Alaska.
- 1920: Raymond D'Addario, fotógrafo estadounidense (f. 2011).
- 1920: Godfrey Evans, jugador británico-inglés de críquet (f. 1999).
- 1920: Bob Kennedy, beisbolista y mánager estadounidense (f. 2005).
- 1920: Juan Soriano, pintor mexicano (f. 2006).
- 1920: Idea Vilariño, poeta uruguaya (f. 2009).
- 1920: Shelley Winters, actriz estadounidense (f. 2006).[40]
- 1921: Lydia Litvyak, teniente y piloto rusa (f. 1943).
- 1921: Matt Mattox, bailarín y coreógrafo estadounidense (f. 2013).
- 1921: Zdzisław Żygulski, historiador del arte, ensayista y académico polaco (f. 2015); hijo del historiador literario y germanista Zdzisław Żygulski (1888‑1975); fue curador de la Sección de Armas y Blindados del museo Czartoryski desde 1949 hasta su muerte en 2015.[48]
- 1922: Alain Robbe-Grillet, cineasta, guionista y novelista francés (f. 2008).

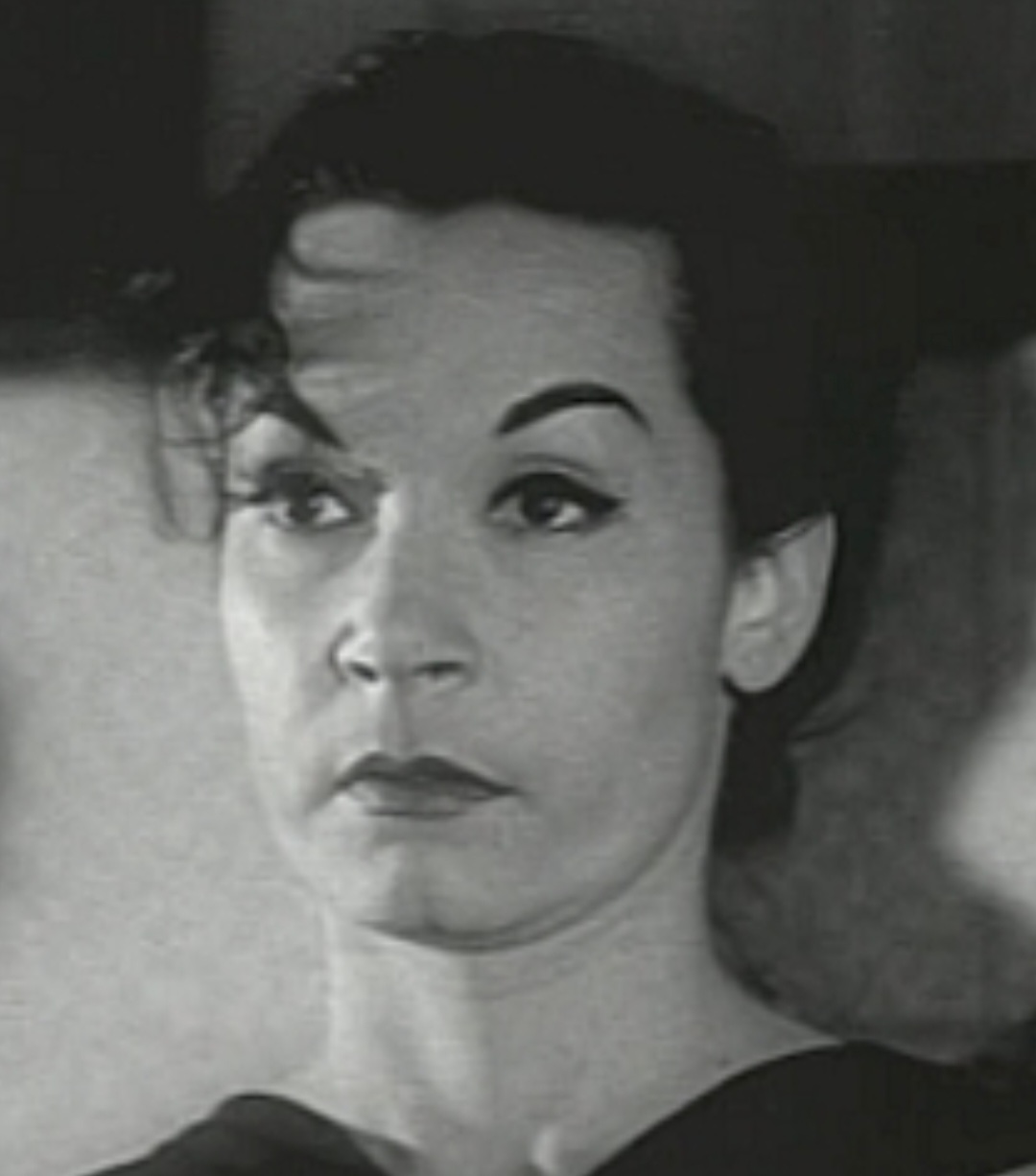
Katherine Victor

- 1923: Katherine Victor, actriz estadounidense (f. 2004).[49]
- 1924: Mario de Jesús Báez, compositor dominicano (f. 2008).
- 1925: Brian Aldiss, escritor de ciencia ficción y crítico literario británico-inglés (f. 2017).
- 1925: Pierre Grondin, cirujano y académico canadiense (f. 2006).
- 1925: Anis Mansour, periodista, guionista[50] y escritor egipcio (f. 2011), traductor del novelista italiano Alberto Moravia (1907‑1990).[51]
- 1925: Eugenio Rodríguez Vega, político, historiador y docente costarricense (f. 2008).
- 1927: Rosalynn Carter, personalidad estadounidense (f. 2023), primera dama de los Estados Unidos como esposa de Jimmy Carter, presidente entre 1977 y 1981.[52]
- 1927: John Rhodes, piloto de automovilismo británico.
- 1928: Marge Schott, empresaria estadounidense (f. 2004).
- 1928: Sonny Til (Earlington Carl Tilghman), cantante estadounidense de R&B (f. 1981), cantante principal del grupo vocal The Orioles.
- 1929: Hugues Aufray, cantautor francés.
- 1929: Loretto Petrucci, ciclista italiano (f. 2016).
- 1930: Agustín Ibarrola, escultor y pintor español (f. 2023).
- 1930: Liviu Librescu, ingeniero y académico rumano-israelí (f. 2007).
- 1930: Rafael Pineda Ponce, académico y político hondureño (f. 2014).
- 1931: Kjell-Olof Feldt, político sueco (f. 2025).
- 1931: Hans van Mierlo, periodista y político neerlandés (f. 2010), vice primer ministro de los Países Bajos.
- 1931: Bramwell Tillsley, religioso evangélico canadiense (f. 2019), 14.º «general» del Ejército de Salvación.
- 1931: Hans Tietmeyer, economista alemán (f. 2016).
- 1931: Dick White, futbolista británico (f. 2002).
- 1931: Grant Williams, actor estadounidense de cine, teatro y televisión (f. 1985).[53]
- 1932: Muhammad Khan Junejo, político pakistaní (f. 1993).
- 1932: Luc Montagnier, virólogo y catedrático francés (f. 2022), uno de los descubridores del VIH (causante del sida), premio nobel de medicina en 2008. Durante la pandemia de covid‑19 se convirtió en antivacunas, y manifestó su apoyo a la seudocientífica homeopatía; afirmaba que podía curar a niños autistas mediante el uso de antibióticos.[54][55]
- 1933: Roger Baens, ciclista belga (f. 2020).
- 1933: Just Fontaine, futbolista y entrenador franco-marroquí (f. 2023).
- 1933: Roman Polanski, director, productor, guionista y actor franco-polaco.[40]
- 1933: Frank Salemme, gánster y sicario estadounidense (f. 2022).[56]
- 1934: Vincent Bugliosi, abogado y escritor estadounidense (f. 2015).
- 1934: Roberto Clemente, beisbolista y militar puertorriqueño expatriado en Estados Unidos (f. 1972).[40]
- 1934: Paloma Gómez Borrero, periodista y escritora española (f. 2017).
- 1934: Gulzar, director de cine, poeta, escritor y letrista indio.
- 1934: Rafer Johnson, decatleta y actor estadounidense (f. 2020).[57]
- 1934: Michael May, piloto de carreras e ingeniero germano-suizo.[58]

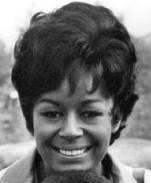
Gail Fisher

- 1935: Gail Fisher, actriz y letrista estadounidense de jazz (f. 2000).[59]
- 1935: Ángel Sergio Guerrero Mier, abogado y político mexicano (f. 2021).
- 1935: Juana Hidalgo, actriz argentina.
- 1935: Hifikepunye Pohamba, abogado y político namibio, 2.º presidente de Namibia.
- 1936: Robert Redford, actor, director y productor estadounidense.[60]
- 1937: Purita Campos, historietista española (f. 2019).
- 1937: Sheila Cassidy, médica y escritora británico-inglesa.
- 1937: Miguel Grinberg, escritor, poeta, traductor y periodista argentino (f. 2022).
- 1938: Orestes Quércia, político brasileño (f. 2010).

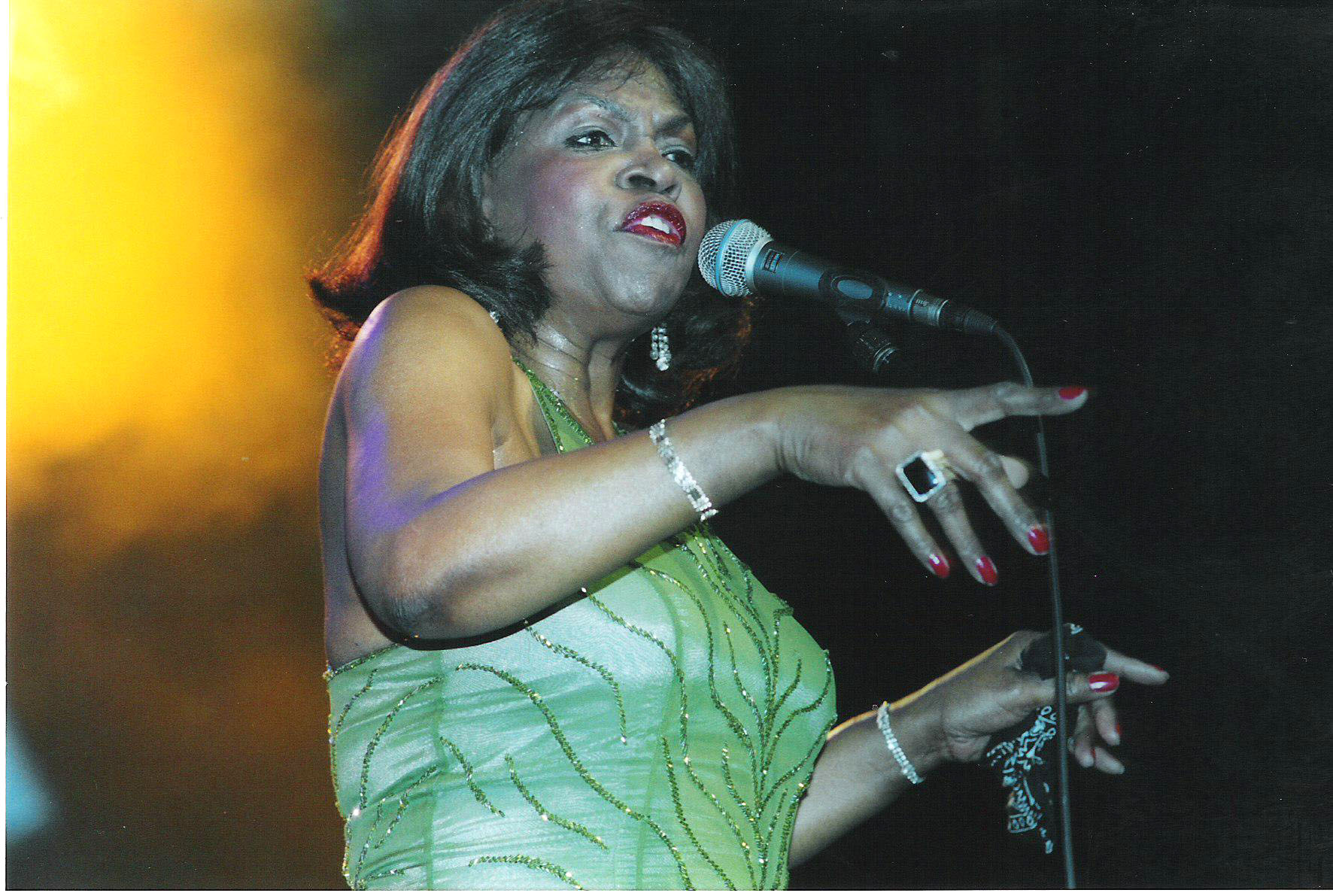
Maxine Brown

- 1939: Maxine Brown, cantautora estadounidense de soul y R&B.
- 1939: Robert Horton, empresario británico-inglés (f. 2011).
- 1939: Johnny Preston, cantante pop estadounidense (f. 2011).
- 1940: Adam Makowicz, pianista y compositor polaco-canadiense.
- 1940: Jesús Quintero, periodista español (f. 2022).
- 1940: José Martínez García, futbolista español.
- 1940: Gil Whitney, periodista estadounidense (f. 1982).
- 1941: Christopher Jones, actor estadounidense (f. 2014).
- 1941: Beniamino Stella, cardenal italiano.
- 1941: Rudolf Schiffl, arquero alemán (f. 2013).
- 1942: Michel Kafando, político burkinés.
- 1942: Henry G. Sanders, actor estadounidense.[60]
- 1943: Edwin Hawkins, cantante estadounidense (f. 2018).
- 1943: Martin Mull, actor, comediante y músico estadounidense.[60] (f. 2024).[61]
- 1943: Norma Pons, actriz y vedette argentina (f. 2014).
- 1943: Gianni Rivera, futbolista y político italiano.
- 1943: Roberto Rosato, futbolista italiano (f. 2010).
- 1943: Carl Wayne, cantante y actor británico-inglés (f. 2004).
- 1944: Paula Danziger, escritora estadounidense (f. 2004).
- 1944: George Glass, judoka británico.
- 1944: Robert Hitchcock, escultor e ilustrador australiano.
- 1944: Alberto Martín, actor argentino (f. 2025).
- 1944: Karim Pakradouni, político libanés.
- 1944: Helena Rojo, actriz mexicana (f. 2024).
- 1945: Sarah Dash, cantautora y actriz estadounidense (f. 2021).
- 1945: Värner Lootsmann, abogado y político estonio.
- 1945: Marcello Osler, ciclista italiano (f. 2023).
- 1945: Lewis Burwell Puller, Jr., militar, abogado y escritor estadounidense (f. 1994).
- 1945: Pedro de Silva, escritor y político español.
- 1946: Antonio Menéndez González, ciclista español.
- 1946: Gerardo Manuel, músico peruano (f. 2020).
- 1948: James Jones, obispo británico-inglés.
- 1948: Joseph Marcell, actor británico.
- 1948: José María Napoleón, cantante mexicano.
- 1948: Masud Rajavi, político iraní.
- 1948: John Scarlett, oficial de inteligencia británico-inglés.
- 1949: Nigel Griggs, bajista, compositor y productor británico-inglés; hermano de Paul Griggs (n. 1944) del grupo vocal Guys 'n' Dolls, de los años 1970.[62]
- 1949: Rudy Hartono, jugador indonesio de bádminton.
- 1949: Takeshi Shudo, guionista japonés (f. 2010).
- 1950: Dennis Elliott, baterista y escultor británico-inglés.
- 1950: Zdenko Zorko, balonmanista croata.
- 1951: Teri McMinn, actriz estadounidense.
- 1951: Jaime Barreiro Gil, político español.
- 1951: Luciano Laguna, futbolista español.
- 1951: Pere Rotger, político español.
- 1951: Jaime Barreiro Gil, político español.
- 1952: Elayne Boosler, actriz, directora y guionista estadounidense.[60]
- 1952: Maria Ćwiertniewicz, piragüista polaca.
- 1952: Juan Leyrado, actor argentino.
- 1952: Patrick Swayze, actor y bailarín estadounidense (f. 2009).
- 1952: Ricardo Julio Villa, futbolista y entrenador argentino.
- 1953: Silvia Bazilis, coreógrafa, bailarina y maestra de danza argentina.
- 1953: Sefedin Braho, futbolista albanés (f. 2024).
- 1953: Louie Gohmert, político de extrema derecha, representante del estado de Texas, militar (capitán) y abogado estadounidense; para combatir el cambio climático propuso «alterar la órbita de la Luna».[63]
- 1953: Marvin Isley, bajista y compositor estadounidense de R&B (f. 2010).
- 1953: Ma Jian, escritor y disidente político chino.
- 1953: Beatriz Paredes Rangel, política mexicana.
- 1954: Elizabeth Aguilar, actriz mexicana.
- 1954: Dalila Colombo, actriz venezolana.
- 1954: Ugolino Cossu, historietista italiano.
- 1954: Rickey Green, baloncestista estadounidense.
- 1954: Umberto Guidoni, astronauta, astrofísico y político italiano de izquierdas; fue el primer europeo en visitar la Estación Espacial Internacional, miembro del Parlamento Europeo (2004 a 2009).[64]
- 1954: Tatiana Skachko, atleta ucraniana.
- 1955: Eliseo Álvarez, periodista, guionista y biógrafo argentino.
- 1955: Bruce Benedict, beisbolista y entrenador estadounidense.
- 1955: Taher Elgamal, criptógrafo egipcio-estadounidense.
- 1955: Kōzō Shioya, seiyū japonés.
- 1955: Eddie Santiago, cantante puertorriqueño.
- 1956: Bernardo Álvarez Herrera, político venezolano (f. 2016).
- 1956: John Debney, director de orquesta y compositor estadounidense.
- 1956: Sandeep Patil, jugador y entrenador indio de críquet.
- 1956: Ángel Javier Pérez Pueyo, sacerdote y obispo español.
- 1956: Alexandre Rockwell, director, guionista de cine y productor estadounidense.
- 1956: Jon Schwartz, baterista y productor estadounidense.
- 1956: Kelly Willard, cantautora estadounidense.
- 1956: Rainer Woelki, cardenal alemán.
- 1957: Carole Bouquet, actriz francesa.[65]
- 1957: Tan Dun, compositor chino.
- 1957: Denis Leary, comediante, actor, productor y guionista estadounidense.[60]
- 1957: Javier Moracho, atleta español.
- 1957: Ron Strykert, cantautor, guitarrista y productor australiano, fundador de la banda Men at Work.[66]
- 1958: Didier Auriol, piloto de rallis francés.
- 1958: Samuel Cabanchik, filósofo, político y poeta argentino.
- 1958: Reg E. Cathey, actor estadounidense (f. 2018).
- 1958: Laurence Jalbert, cantante canadiense.
- 1958: Madeleine Stowe, actriz estadounidense.[60]
- 1958: Atilano Vecino, futbolista español.
- 1958: Olga Viza, periodista española.
- 1959: Garry Gómez, exfutbolista costarricense, nacionalizado australiano.
- 1959: Tom Prichard, luchador y entrenador estadounidense.
- 1959: Danilo Santos, actor colombiano.
- 1960: Ricardo Albis, futbolista hispano-argentino.
- 1960: Mike LaValliere, beisbolista estadounidense.
- 1960: Fat Lever, baloncestista y comentarista deportivo estadounidense.
- 1960: Luis Sabatini, actor argentino.
- 1961: Huw Edwards, periodista, presentador de noticias y escritor británico‑galés; en 2023, la BBC lo expulsó por tener fotografías eróticas de niños, que obtenía en chats.[67]
- 1961: Timothy Geithner, banquero y político estadounidense, 75.º secretario del Tesoro de los Estados Unidos.
- 1961: Glenn Plummer, actor estadounidense.
- 1961: Eddie Santiago, cantante puertorriqueño.
- 1961: Sebastián López Serrano, futbolista español.
- 1961: Salvador Vega Casillas, político mexicano.
- 1961: Bob Woodruff, periodista y escritor estadounidense.[60]
- 1962: Carina Benninga, jugadora neerlandesa de hockey sobre césped.
- 1962: Felipe Calderón, abogado y político mexicano, 56.º presidente de México.[68]
- 1962: Carlos Carrera, cineasta mexicano.
- 1962: Geoff Courtnall, jugador y entrenador canadiense de hockey sobre hielo.
- 1962: Juan Carlos Justes, futbolista español.
- 1962: Noam Kaniel, cantante y compositor franco-israelí.
- 1962: Niki Rüttimann, ciclista suizo.
- 1962: Brian Schmetzer, futbolista y entrenador estadounidense.
- 1962: Adam Storke, actor estadounidense.[60]
- 1963: Rebecca Bardoux, actriz pornográfica estadounidense.
- 1963: Heino Ferch, actor alemán.
- 1963: Han Yaqin, remera china.
- 1963: Mara Lakić, baloncestista bosnia.
- 1963: Jim Les, baloncestista estadounidense.
- 1963: Luiz Mattar, tenista brasileño.
- 1964: Craig Bierko, actor y cantante estadounidense.[69]
- 1964: Andi Deris, cantante y compositor alemán.
- 1964: Jim Florentine, actor estadounidense.
- 1964: Věra Jourová, política checa.
- 1964: Mark Sargent, jugador australiano de la liga de rugby.
- 1964: Hildebrando Tapia, arquitecto y político peruano.
- 1964: Kenny Sky Walker, baloncestista y comentarista deportivo estadounidense.
- 1965: Ikue Ōtani, actriz de doblaje (seiyū) japonesa.
- 1965: Paolo Casoli, piloto de motociclismo italiano.
- 1965: Carsten Kemmling, regatista alemán.
- 1965: Osian Roberts, futbolista y entrenador galés.
- 1966: Javier Bernardes, empresario paraguayo.
- 1966: Gustavo Charif, cineasta, artista visual y productor argentino.[70]
- 1966: Kang Soo-yeon, actriz surcoreana (f. 2022).
- 1966: Laetitia Masson, actriz francesa.
- 1966: María Onetto, actriz argentina (f. 2023).
- 1966: Shane Viglione, judoka australiano.
- 1967: Uwe Alzen, piloto de automovilismo alemán.
- 1967: Brian Michael Bendis, escritor, dibujante de cómics e ilustrador estadounidense.
- 1967: Jorge Locomotora Castro, boxeador argentino.
- 1967: Robert Hürlimann, jugador suizo de curling.
- 1967: Beate Koch, atleta alemana.
- 1967: Daler Mehndi, cantante, compositor y productor discográfico indio punjabi.
- 1967: Victor N'Dip, futbolista camerunés.
- 1967: Dan Peters, músico estadounidense.
- 1967: Julie K. Smith, actriz pornográfica y modelo erótica alemana.
- 1968: Piero Antonini, voleibolista italiano.
- 1968: Ali Thani Jumaa, futbolista emiratí.
- 1968: Lee Seung-yeon, actriz surcoreana.
- 1968: Brian Tichy, músico estadounidense.
- 1969: Everlast, cantante, rapero y músico estadounidense.[60]
- 1969: Masta Killa (Elgin Turner), rapero estadounidense, miembro de la banda Wu‑Tang Clan.[60]
- 1969: Mark Kuhlmann, rugbista y entrenador alemán.
- 1969: Edward Norton, actor estadounidense.[71]
- 1969: Christian Slater, actor y productor estadounidense.[60]
- 1969: Fernando del Rincón, presentador mexicano de televisión.
- 1969: Serge Baguet, ciclista belga (f. 2017).
- 1969: Isaac Austin, baloncestista estadounidense.
- 1969: Jay Guidinger, baloncestista estadounidense.
- 1970: Dillon Day, actor pornográfico estadounidense.
- 1970: Jason Furman, economista, catedrático y político demócrata estadounidense, profesor en la Escuela de Gobierno John F. Kennedy (en la Universidad Harvard).[72]
- 1970: Cédric Vasseur, ciclista francés.
- 1970: Malcolm-Jamal Warner, actor, productor y músico estadounidense (f. 2025).[73]
- 1970: Yuki Nakai, artista marcial mixto japonés.
- 1970: Zbigniew Ziobro, abogado y político polaco.
- 1971: Patrik Andersson, futbolista sueco.
- 1971: Aphex Twin (Richard David James), productor discográfico y músico electrónico irlandés expatriado en el Reino Unido.[74]
- 1971: Jorge Bartual, futbolista español.
- 1971: Jacob Vargas, actor mexicano.
- 1972: Adda Djørup, escritora danesa.
- 1972: Julio de la Rosa, cantante español.
- 1972: Sven Teutenberg, ciclista alemán.
- 1972: Masahiro Nakai, cantante y actor japonés.
- 1972: Lucio Nicoletto, obispo católico italiano.
- 1972: Roberto Cruz, taekwondista filipino.
- 1973: Javier Ruiz Pérez, periodista y presentador español.
- 1974: Elías Bendodo, político español.
- 1974: Shannon Johnson, baloncestista estadounidense.
- 1974: Nicole Krauss, novelista y crítica literaria estadounidense.
- 1974: Chris Lytle, artista marcial mixto estadounidense.
- 1974: Song Ok Jong, atleta norcoreana.
- 1975: Piergiorgio Bucci, jinete italiano.
- 1975: Róbert Fazekas, atleta húngaro.
- 1975: Aitor López Rekarte, futbolista español.
- 1975: Kaitlin Olson, actriz y comediante estadounidense.[60]
- 1975: Íñigo Rodríguez Martínez, futbolista y entrenador español.
- 1975: Shery, cantante guatemalteca.
- 1975: Ricardo Tozzi, actor brasileño.
- 1975: Dženan Uščuplić, futbolista y entrenador bosnio (f. 2024).
- 1976: Paraskevas Antzas, futbolista griego.
- 1976: Jon Busch, futbolista estadounidense.
- 1976: Natalia Cruz, periodista, presentadora y actriz colombiana.
- 1976: Daphnée Duplaix, actriz y modelo estadounidense.
- 1976: Michael Greis, biatleta alemán.
- 1976: Juan Antonio Ramos, taekwondista español.
- 1976: Ryu Keun-Moo, taekwondista surcoreano.
- 1976: Amaya Valdemoro, baloncestista española.
- 1977: Paraskevas Antzas, futbolista griego.
- 1977: Leandro Augusto, futbolista mexicano-brasileño.
- 1977: Lukáš Bauer, esquiador checo.
- 1977: Mizuo Peck, actriz estadounidense.
- 1977: Andri Deryzemlia, biatleta ucraniano.
- 1977: Alastair Heathcote, remero británico.
- 1977: Clifton Sandvliet, futbolista surinamés.
- 1977: Even Kruse Skatrud, músico y educador noruego.[75]
- 1978: Carles Castillejo, atleta español.
- 1978: Dana Cervantes, atleta española.
- 1978: Fabíula Nascimento, actriz brasileña.
- 1978: Andy Samberg, actor y comediante estadounidense.[60]
- 1979: Christine Amertil, atleta bahameña.
- 1979: Helbert Frederico Carreiro da Silva, futbolista brasileño.
- 1979: Stuart Dew, futbolista australiano.
- 1979: Aamir Ghaffar, jugador británico de bádminton.
- 1979: Alexandr Mijailin, yudoca ruso.
- 1979: Selena Silver, actriz pornográfica australiana.
- 1980: Rashid Al-Athba, tirador catarí.
- 1980: Esteban Cambiasso, futbolista argentino.
- 1980: Choi Min-Ho, judoka surcoreano.
- 1980: Serguéi Jaritónov, artista marcial mixto ruso.
- 1980: Rob Nguyen, piloto de carreras australiano.
- 1980: Ryan O'Hara, jugador australiano de la liga de rugby.
- 1980: Oliver Puras, tenista español (f. 2009).
- 1980: Bart Scott, jugador estadounidense de fútbol americano.
- 1980: Jeremy Shockey, jugador estadounidense de fútbol americano.
- 1980: Emir Spahić, futbolista bosnio-croata.
- 1980: Damion Stewart, futbolista jamaicano.
- 1981: Manuela d'Ávila, periodista y política brasileña.
- 1981: Roberto Bishara, futbolista chileno-palestino.
- 1981: Barbara Bukowska, yudoca polaca.
- 1981: César Delgado, futbolista argentino.
- 1981: Jan Frodeno, triatleta alemán.
- 1981: Iñaki Garmendia Larrea, futbolista español.
- 1981: Leandro Euzébio, futbolista brasileño.
- 1981: Juliana Galvis, actriz colombiana.
- 1981: Kazuki Hiramoto, futbolista japonés.
- 1981: Franco Daniel Mendoza, futbolista argentino.
- 1981: Sara Nice, actriz pornográfica polaca.
- 1981: Nicolas Prost, piloto de automovilismo francés.
- 1981: Dimitris Salpigidis, futbolista griego.
- 1981: Elena Santarelli, actriz, presentadora y modelo italiana.
- 1981: Jonathan Schneck, músico estadounidense, de la banda Relient K.
- 1981: Frida Svensson, remera sueca.
- 1981: David Young, baloncestista estadounidense.
- 1982: Florian Kringe, futbolista alemán.
- 1982: Jennifer Dark, actriz pornográfica checa.
- 1982: Álvaro Zazo, futbolista español.
- 1982: Nurgul Tagayeva, judoka kazaja.
- 1983: Georgina Bardach, nadadora argentina.
- 1983: Sarah Hammer, ciclista estadounidense.
- 1983: Choi Hyo-jin, futbolista surcoreano.
- 1983: Kris Boyd, futbolista británico.
- 1983: Mika (Michael Holbrook Penniman), artista discográfico y cantautor libanés expatriado en el Reino Unido.[76]
- 1983: Vicente Muriel Arias, taekwondista español.
- 1983: Cesár Sampson, cantante austríaco.
- 1983: Cameron White, jugador australiano de críquet.
- 1984: Sigourney Bandjar, futbolista surinamés expatriado en los Países Bajos.[77]
- 1984: Dušan Basta, futbolista serbio.
- 1984: David Carrillo, actor español.
- 1984: Cheang Cheng Ieong, futbolista macaense.
- 1984: Robert Huth, futbolista alemán.
- 1984: Mustafa Shakur, baloncestista estadounidense.
- 1984: Layla Sin, actriz pornográfica y modelo erótica israelí-estadounidense.
- 1984: Yukichi, cantante japonés, el primer artista masculino transgénero de la agencia de entretenimiento Yoshimoto Kogyo.
- 1985: Beatrice Borromeo, aristócrata italiana.
- 1985: Inge Dekker, nadadora neerlandesa.
- 1985: Pedro Joaquín Galván, futbolista argentino.
- 1985: Tiago Gomes, futbolista portugués.
- 1985: Fábio Espinho Gomes Fonseca, futbolista portugués.
- 1985: Edvinas Ramanauskas, piragüista lituano.
- 1985: Bryan Ruiz, futbolista costarricense.
- 1985: Gian Villante, artista marcial mixto estadounidense.
- 1986: Thom van den Anker, remero neerlandés.
- 1986: Evan Gattis, beisbolista estadounidense.
- 1986: Wouter olde Heuvel, patinador neerlandés.
- 1986: Ross McCormack, futbolista británico‑escocés.
- 1986: Lara-Isabelle Rentinck, actriz y modelo alemana.
- 1986: Antonin Rouzier, voleibolista francés.
- 1986: Josimar da Silva, futbolista brasileño, víctima del Vuelo 2933 de LaMia (f. 2016).
- 1986: Miesha Tate, peleadora de artes marciales estadounidense.
- 1986: Ismaël Traoré, futbolista franco-marfileño.
- 1986: Graham Zusi, futbolista estadounidense.
- 1987: Mathias Christen, futbolista liechtensteiniano.
- 1987: Tine Thing Helseth, música noruega.
- 1987: Joanna Jędrzejczyk, peleadora polaca de artes marciales mixtas.
- 1987: Jodie Kenny, jugadora australiana de hockey sobre césped.
- 1987: Thomas Kvist, ciclista danés.
- 1987: Alan Nogáyev, taekwondista ruso.
- 1987: Matías Sánchez, futbolista argentino.
- 1987: Igor Sijsling, tenista neerlandés.
- 1987: Siri Tollerød, modelo noruega.
- 1987: Justin Wilson, beisbolista estadounidense.[78]
- 1988: Aryana Adin, actriz pornográfica estadounidense.
- 1988: Javi Álamo, futbolista español.
- 1988: Alfonso Artabe, futbolista español.
- 1988: Michael Boxall, futbolista neozelandés.
- 1988: Frédéric Brun, ciclista francés.
- 1988: Julio Buffarini, futbolista argentino.
- 1988: G-Dragon, rapero, cantautor y productor discográfico surcoreano.
- 1988: Natsumi Hara, futbolista japonesa.
- 1988: Jack Hobbs, futbolista británico-inglés.
- 1988: Katarina Ivanovska, actriz y modelo macedonia.
- 1988: Eggert Jónsson, futbolista islandés.
- 1988: Lewin Nyatanga, futbolista galés.
- 1988: Are Strandli, remero noruego.
- 1989: Anna Akana, actriz, comediante, música y youtuber estadounidense.[40]
- 1989: Ana Dabović, baloncestista serbia.
- 1989: Willie le Roux, rugbista sudafricano.
- 1989: Mahama Cho, taekwondista británico.
- 1989: Benjamin Mockford, baloncestista británico.
- 1989: Jacob Neergaard, remero danés.
- 1989: Olga Rubin, practicante de artes marciales rusa.
- 1989: Tim Wallburger, nadador alemán.
- 1989: Yu Mengyu, tenista de mesa singapurense.[79]
- 1990: Keith Clanton, baloncestista estadounidense.
- 1990: Gareth Davies, rugbista británico.
- 1990: Mike James, baloncestista estadounidense.
- 1990: Kevin Long, futbolista irlandés.
- 1990: Nikola Ogrodníková, atleta checa.
- 1990: Or Sasson, yudoca israelí.
- 1990: Jason Steele, futbolista británico-inglés.
- 1991: Liz Cambage, jugadora australiana de baloncesto.[80]
- 1991: Matías Campos López, futbolista chileno.
- 1991: Richard Harmon, actor canadiense.[40]
- 1991: Masayuki Tokutake, futbolista japonés.
- 1991: Martín Pérez Guedes, futbolista argentino.
- 1991: Marina Sumić, taekwondista croata.
- 1992: Néstor Albiach, futbolista español.
- 1992: Elizabeth Beisel, nadadora estadounidense.
- 1992: Bogdan Bogdanović, baloncestista serbio.
- 1992: Frances Bean Cobain, artista visual y modelo estadounidense.[81]
- 1992: Jan Grebenc, balonmanista esloveno.
- 1992: Rivkah Reyes, actriz estadounidense.
- 1993: Willie Cauley-Stein, baloncestista estadounidense.
- 1993: Rubén Díez Adán, futbolista español.
- 1993: Eunji (Jung Eun-ji), cantautora y actriz surcoreana.
- 1993: José Fajardo, futbolista panameño.
- 1993: Riki Harakawa, futbolista japonés.
- 1993: Maia Mitchell, actriz y cantante australiana.
- 1993: Yonatthan Rak, futbolista uruguayo.
- 1994: Oliver Brown, jugador británico-inglés de snooker.
- 1994: Mohammed Djetei, futbolista camerunés.
- 1994: Federico Haberkorn, futbolista argentino.
- 1994: Liam Jacob, futbolista australiano.
- 1994: Taylor Moton, jugador estadounidense de fútbol americano.
- 1994: Krists Neilands, ciclista letón.
- 1994: Eric Johana Omondi, futbolista keniano.
- 1994: Madelaine Petsch, actriz y youtuber estadounidense.[82]
- 1994: Samantha Redgrave, remera británica.
- 1994: Alexis Ryan, ciclista estadounidense.
- 1994: Morgan Sanson, futbolista francés.
- 1994: Seiya Suzuki, beisbolista japonés.[83]
- 1995: Subhasish Bose, futbolista indio.
- 1995: Brenda Costa Rica, taekwondista mexicana.
- 1995: Lucas De Rossi, ciclista francés.
- 1995: Alina Fjodorova, patinadora artística letona.[84]
- 1995: Krimi Jadiya, remera tunecina.
- 1995: Dani Ndi, futbolista camerunés.
- 1995: Viktor Pivač, remero serbio.
- 1995: Parker McKenna Posey, actriz estadounidense.[60]
- 1995: Marcos Pulido, piragüista mexicano; representó a su país en los Juegos Olímpicos de Río 2016.[85]
- 1996: Natalia Kochańska, tiradora polaca.
- 1996: Facundo Lescano, futbolista argentino.
- 1996: M'Bala Nzola, futbolista angoleño.
- 1997: Roko Badžim, baloncestista croata.
- 1997: Lucas Bergamini, jugador brasileño de pádel.
- 1997: Yohanes Chiappinelli, atleta italiano de origen etíope.
- 1997: Jean-Armel Drolé, futbolista marfileño.
- 1997: Kálmán Furkó, remero húngaro.
- 1997: Manuela Giugliano, futbolista italiana.
- 1997: Sergio Gregori, periodista y productor audiovisual español.
- 1997: Josephine Langford, actriz australiana.[40]
- 1997: Javier Lliso, esquiador acrobático español.
- 1997: Melissa Martínez, artista marcial mixta mexicana.
- 1997: Carson Meyer, jugador estadounidense de hockey sobre hielo.
- 1997: Shakarmamad Mirmamadov, judoka tayiko.
- 1997: Andrew Saalfrank, beisbolista estadounidense.
- 1997: Renato Sanches, futbolista portugués.
- 1998: Julien Bos, balonmanista francés.
- 1998: Luis Carranza Vargas, futbolista peruano.
- 1998: Clairo (Claire Cottrill), cantautora estadounidense.[86]
- 1998: Zach DeLoach, beisbolista estadounidense.
- 1998: Nick Fuentes, youtuber estadounidense de extrema derecha, de padres mexicanos.[87]
- 1998: Juan Nazareno, futbolista ecuatoriano.
- 1998: Andrew Nardi, beisbolista estadounidense.
- 1998: Parviz Nasibov, luchador ucraniano.
- 1998: Cakka Nuraga, cantante indonesio.
- 1998: Chuma Okeke, baloncestista estadounidense.
- 1998: Cameron Puertas, futbolista suizo.
- 1998: Cristian Sacaza, futbolista hondureño.
- 1998: Lucia Stafford, atleta canadiense.
- 1998: Brian To'o, jugador australiano-samoano de rugby league.[88]
- 1999: Sebastián Cáceres, futbolista uruguayo.
- 1999: Kalil ElMedkhar, futbolista sirio-estadounidense.
- 1999: Agustín Facello, baloncestista argentino.
- 1999: Sivert Gussiås, futbolista noruego.
- 1999: Lasse Berg Johnsen, futbolista noruego.
- 1999: Braian Martínez, futbolista argentino.
- 1999: Chad Muma, jugador estadounidense de fútbol americano.
- 1999: Cassius Stanley, baloncestista estadounidense.[89]
- 1999: Onni Valakari, futbolista finlandés.
- 1999: Vitão, cantante brasileño.
- 2000: Belén Aizen, balonmanista argentina.
- 2000: Aurora Berton, atleta italiana.
- 2000: William Denegri, remero británico.
- 2000: Matteo Di Giusto, futbolista suizo.
- 2000: Emilija Djonin, cantante serbia.
- 2000: Andreea Dragoman, tenista de mesa rumana.
- 2000: Ida Marie Hagen, esquiadora noruega.
- 2000: Jakub Majerski, nadador polaco.
- 2000: Cameron Mason, ciclista británico.
- 2000: Alyssa Oviedo, futbolista dominicana.
- 2000: Carlos Manuel de Resende Teodoro, futbolista brasileño.
- 2000: Naomi Seibt, activista alemana.
- 2000: Alen Smailagić, baloncestista serbio.
- 2000: Nikolai Titkov, futbolista ruso.
- 2000: Éric Vales, futbolista andorrano.
- 2000: Yentl Van Genechten, futbolista belga.
- 2001: Alexander Steen Olsen, esquiador alpino noruego.
- 2001: Starlight Kid, luchadora profesional japonesa.
- 2001: Willis García, yudoca venezolano.
- 2001: Ruslan Litvinov, futbolista ruso.
- 2001: Lee Ye-Ji, taekwondista surcoreana.
- 2002: Janis Antiste, futbolista francés.
- 2002: Diego Espejo, futbolista español.
- 2002: Mikaelle Assani, atleta alemana.
- 2002: Jorge Eduardo García, actor mexicano.
- 2002: Hasan Dukali, judoka marroquí.
- 2002: Bart Verbruggen, futbolista neerlandés.
- 2002: Andrea Contadini, futbolista sanmarinense.
- 2002: Amar Dedić, futbolista bosnio.
- 2003: Max Charles, actor estadounidense.
- 2003: Rustam Karimov, cantante azerí.
- 2003: Youri Regeer, futbolista neerlandés.
- 2003: Petar Ratkov, futbolista serbio.
- 2003: Ian Gaudet, piragüista canadiense.
- 2003: Rodrigo Tello Valor, futbolista panameño.
- 2003: Elaine Haro, actriz y cantante mexicana.
- 2003: Tetiana Lazarenko, voleibolista ucraniana.
- 2004: Ander Cepas, tenista de mesa español.
- 2004: Antoni Kozubal, futbolista polaco.
- 2005: Moatazbelá Aboserea, taekwondista egipcio.
- 2005: Matheus Gonçalves, futbolista brasileño.
- 2006: Summer McIntosh, nadadora canadiense.
- 2008: Gordey Kolesov, niño prodigio políglota y ajedrecista ruso.

## Fallecimientos
- 353: Decencio, usurpador romano, «césar» del Imperio Romano de Occidente entre 350 y 353, bajo su hermano, el usurpador Magnencio (303‑353).
- 440: Sixto III, sacerdote católico romano (n. 375), papa entre 432 y 440.[90]
- 472: Ricimero, general y político romano (n. 405).
- 670: Fiacre, ermitaño irlandés (n. 607).
- 673: Kim Yu-shin, general coreano del Reino de Silla (Corea) (n. 595)
- 849: Walafrido Strabo, monje y teólogo alemán (n. 808).
- 911: Al-Hadi ila'l-Haqq Yahya, religioso chií zaidí yemení, primer imán del Yemen (n. 859).[91]
- 1095: Olaf I de Dinamarca, guerrero y aristócrata danés (n. 1050), rey de Dinamarca.
- 1211: Narapati Sithu (73), aristócrata birmano (n. 1138), rey de Birmania.[92]
- 1227: Gengis Khan, guerrero fundador del Imperio mongol.
- 1258: Teodoro II Láscaris, emperador de Nicea (emperador bizantino en el exilio).
- 1276: Adriano V, papa italiano (n. 1220).
- 1318: Clara de la Cruz (Clara de Montefalco), monja agustina y abadesa italiana (n. 1268).
- 1430: Thomas de Ros, aristócrata («8.º barón de Ros»), político («par») y militar inglés (n. 1406).
- 1500: Alfonso de Aragón y Gazela, aristócrata («duque de Bisceglie» y «príncipe de Salerno») español (n. 1481); estrangulado por un grupo de enemigos; esposo de Lucrecia Borgia e hijo ilegítimo de Alfonso II (rey de Nápoles) con su amante Trogia Gazzela.
- 1502: Knut Alvsson, aristócrata y político noruego (n. 1455), muerto en el marco de la guerra dano-sueca.[93]
- 1503: Alejandro VI, papa entre 1492 y 1503 (n. 1431).
- 1541: Enrique V de Sajonia-Meissen, aristócrata alemán.
- 1550: Antonio Ferramolino, arquitecto e ingeniero militar italiano.[94]
- 1559: Pablo IV, papa italiano desde 1555 (n. 1476).[95]
- 1563: Etienne de La Boétie, juez, escritor y filósofo francés (n. 1530).
- 1600: Sebastiano Montelupi (84), empresario y banquero italiano (n. 1516) expatriado en Polonia, donde adoptó el nombre Sebástian Wilczogorski.[96]
- 1613: Giovanni Artusi, compositor y teórico italiano (n. 1540).
- 1620: Wanli, emperador chino (n. 1563).
- 1625: Edward la Zouche, aristócrata («11.º barón Zouche») y diplomático inglés (n. 1556).[97]
- 1634: Urbain Grandier, monje y sacerdote católico francés (n. 1590).
- 1642: Guido Reni, pintor y educador italiano (n. 1575).
- 1645: Yevdokiya Streshniova, aristócrata rusa, esposa de Miguel I (n. 1608).
- 1648: Ibrahim del Imperio Otomano (n. 1615).
- 1683: Charles Hart, actor inglés (n. 1625), nieto de Joan Shakespeare (1558‑1646), la hermana menor de William Shakespeare.[98]
- 1707: William Cavendish, aristócrata («1.º duque de Devonshire»), político («lord teniente de Derbyshire») y militar británico‑inglés (n. 1640).
- 1712: Richard Savage, aristócrata («4.º conde de Rivers»), general y político («lord teniente de Essex») británico-inglés (n. 1660).
- 1765: Francisco de Lorena, aristócrata francés (n. 1708), emperador del Sacro Imperio Romano Germánico.
- 1800: Filippo Fontana, arquitecto y escenógrafo boloñés (n. 1744).
- 1809: Matthew Boulton, ingeniero británico (n. 1728).
- 1815: Chauncey Goodrich, abogado y político estadounidense (n. 1759), 8.º vicegobernador de Connecticut.[99]
- 1823: André-Jacques Garnerin, aeronauta francés e inventor del paracaídas sin marco (n. 1769).
- 1842: Louis de Freycinet, explorador y navegante francés (n. 1779).
- 1850: Honoré de Balzac, novelista y dramaturgo francés (n. 1799).
- 1852: James Finlayson, cuáquero británico‑escocés (n. 1772).[100]
- 1857: Juan José Olleros, militar y político argentino (n. 1794).
- 1861: Graciliano Afonso, poeta español (n. 1775).
- 1886: Eli Whitney Blake, inventor estadounidense (n. 1795), inventó la cerradura de embutir (mortice lock).[101]
- 1910: Manuel José García-Mansilla (51), militar argentino (n. 1859); infarto cardíaco.
- 1919: Joseph E. Seagram, empresario y político canadiense (n. 1841), fundó la empresa Seagram, una de las mayores destilerías del mundo.
- 1921: Ignacio Montes de Oca y Obregón, arzobispo y polígrafo mexicano
- 1922: Guillermo Enrique Hudson, ornitólogo argentino (n. 1841).
- 1922: Ernest Lavisse, historiador francés (n. 1842).
- 1927: Sascha Schneider, pintor e ilustrador alemán (n. 1870).
- 1934: Alfred Boucher, escultor francés (n. 1850).
- 1936: Juan Rodríguez Lozano, militar español (n. 1893).
- 1936: Federico García Lorca, poeta y dramaturgo español (n. 1898).
- 1940: Walter Chrysler, empresario estadounidense (n. 1875), fundador de la empresa automotriz Chrysler.
- 1942: Erwin Schulhoff, compositor y pianista austro-checo (n. 1894).[102]
- 1943: Ali-Agha Shikhlinski, general azerbaiyano (n. 1865).[103]
- 1944: Ernst Thälmann, militar y político alemán (n. 1886).
- 1945: Subhas Chandra Bose, activista independentista, luchador antibritánico y político nacionalista indio (n. 1897).
- 1946: Luo Shiwen, comunista chino (n. 1904).[104]
- 1946: Che Yaoxian, comunista chino (n. 1894).[104]
- 1949: Paul Mares, director de banda y trompetista estadounidense (n. 1900).
- 1950: Julien Lahaut, militar y político belga (n. 1884), asesinado.[105]
- 1952: Alberto Hurtado (51), sacerdote, jesuita y abogado chileno (n. 1901), fundador del Hogar de Cristo para niños huérfanos, maestro del sacerdote pedófilo Renato Poblete (1924‑2010), del catedrático y diácono pedófilo Hugo Montes (1926‑2022) y del sacerdote pedófilo Fernando Karadima (1930‑2021); canonizado en 2005 por el papa Benedicto XVI.[106]
- 1961: Learned Hand, abogado, jurista y filósofo estadounidense (n. 1872).[107]
- 1963: Clifford Odets, guionista estadounidense (n. 1906).
- 1964: Hildegard Trabant (37), ciudadana alemana (n. 1927), asesinada por intentar cruzar el Muro de Berlín.
- 1968: Arthur Marshall, pianista y compositor afroestadounidense de ragtime (n. 1881), discípulo de Scott Joplin.
- 1975: Odd Lindbäck-Larsen, general del ejército noruego e historiador de guerra (n. 1897).[108]
- 1977: Raúl Caballero Aburto, político mexicano (n. 1890).
- 1977: Tibor Déry, escritor húngaro (n. 1894).
- 1979: Vasantrao Naik, político indio (n. 1913).
- 1981: Anita Loos, novelista y guionista estadounidense (n. 1889).
- 1983: Nikolaus Pevsner, historiador y erudito alemán (n. 1902).
- 1983: Sam Wooding, pianista y compositor estadounidense (n. 1895).
- 1986: Harun Babunagari, erudito y educador islámico sufí bangladesí (n. 1902), exégeta del Corán.[109]
- 1986: Juan José Rosón, político español (n. 1932).
- 1989: Luis Carlos Galán Sarmiento, político y abogado colombiano (n. 1943).
- 1989: Valdemar Franklin Quintero, policía colombiano (n. 1941).
- 1990: Grethe Ingmann, cantante danesa (n. 1938).
- 1990: B. F. Skinner (Burrhus Frederic Skinner), psicólogo y filósofo estadounidense (n. 1904), inventó la caja de Skinner.
- 1992: Christopher McCandless, viajero y aventurero estadounidense; falleció.
- 1992: John Sturges, cineasta estadounidense (n. 1910).
- 1994: Martin Cahill, delincuente irlandés (n. 1949).
- 1994: Francis Raymond Shea, obispo estadounidense (n. 1913).
- 1994: Richard L. M. Synge, bioquímico británico, premio nobel de química en 1952.
- 1995: Julio Caro Baroja, antropólogo, historiador, lingüista y ensayista español.
- 1996: Francisco de Paula Solano, historiador español.
- 1998: Persis Khambatta, actriz y modelo india (n. 1948), Femina Miss India 1965; representó a la teniente Ilia en la película Star Trek: the motion picture (1979).[110]
- 2001: Aníbal Nazoa, poeta y humorista venezolano (n. 1928).
- 2001: David Peakall, científico, químico y toxicólogo británico-inglés (n. 1931).[111]
- 2001: Emilio Adolfo Westphalen, poeta peruano.
- 2002: Dean Riesner, guionista y actor estadounidense (n. 1918).
- 2003: Tony Jackson (63), cantante y bajista británico-inglés, de la banda The Searchers (n. 1938), cirrosis debida al alcoholismo.[112]
- 2004: Elmer Bernstein, compositor, director de orquesta y músico estadounidense (n. 1922).
- 2004: Hiram Fong, militar y político estadounidense (n. 1906).
- 2005: Chri$ Ca$h (Christopher Bauman), luchador estadounidense (n. 1982).[113]
- 2006: Jamie Astaphan, médico estadounidense (n. 1946), conocido por inyectarle esteroides al corredor Ben Johnson.[114]
- 2006: Ken Kearney, jugador de rugby australiano (n. 1924).
- 2006: Fernand Gignac, actor y cantante canadiense (n. 1934).[115]
- 2007: Michael Deaver, político y militar estadounidense (n. 1938), subjefe de Gabinete de la Casa Blanca.[116]
- 2007: Magdalen Nabb, escritora británico-inglesa (n. 1947).
- 2009: Rose Friedman, economista y escritora ucraniano-estadounidense (n. 1910).
- 2009: Kim Dae-jung, político y militar surcoreano (n. 1924), condenado a muerte por la dictadura surcoreana (1961‑1979), 15.º presidente de Corea del Sur entre 1998 y 2003 (el primer presidente católico de ese país), y premio nobel de la paz en 2000.
- 2009: Robert Novak, periodista y escritor estadounidense (n. 1931).
- 2010: Carlos Hugo de Borbón Parma, aristócrata y dirigente carlista español (n. 1930).
- 2010: Hal Connolly, lanzador de martillo y entrenador estadounidense (n. 1931).
- 2010: Benjamin Kaplan, erudito y jurista estadounidense (n. 1911).
- 2010: Efraim Sevela, escritor, director de cine y dramaturgo ruso de origen bielorruso (n. 1928).
- 2011: Jean Tabary, historietista francés (n. 1930).
- 2012: Harrison Begay, pintor estadounidense (n. 1917).
- 2012: John Kovatch, jugador estadounidense de fútbol americano (n. 1920).
- 2012: Scott McKenzie, cantautor y guitarrista estadounidense (n. 1939).
- 2012: Ra Ki (Ra. Ki. Rangarajan), periodista y escritor indio (n. 1927).[117]
- 2012: Jesse Robredo, funcionario público y político filipino (n. 1958), 23.º secretario del Interior y Gobierno Local.
- 2013: Josephine D'Angelo, jugadora estadounidense de béisbol (n. 1924).
- 2013: Jean Kahn, abogado y activista francés (n. 1929).
- 2013: Albert Murray (97), escritor y crítico afroestadounidense (n. 1916).</ref>«Albert Murray», ficha publicada en el sitio web IMDB (Internet Movie DataBase: ‘base de datos de internet sobre películas’).</ref>
- 2013: Rolv Wesenlund, actor noruego (n. 1936).
- 2014: Gordon Faber, militar y político estadounidense, 39.º alcalde de Hillsboro, Oregón (n. 1930).
- 2014: Jim Jeffords, capitán, abogado y político estadounidense (n. 1934).
- 2014: Levente Lengyel, ajedrecista húngaro (n. 1933).
- 2014: Don Pardo, locutor de radio y televisión estadounidense (n. 1918).
- 2015: Jaled al-Asaad (82), antropólogo, arqueólogo y escritor sirio (n. 1932), estudioso de la ciudad de Palmira; fue decapitado públicamente por yihadistas de la banda terrorista musulmana Estado Islámico.
- 2015: Roger Smalley, pianista, compositor y director anglo-australiano (n. 1943).[118]
- 2015: Suvra Mukherjee, esposa del presidente indio Pranab Mukherjee (n. 1940).
- 2015: Louis Stokes, abogado y político estadounidense (n. 1925).
- 2015: Bud Yorkin, director, productor y guionista estadounidense (n. 1926).
- 2016: Ernst Nolte, historiador alemán (n. 1923).
- 2017: Bruce Forsyth, presentador de televisión y artista británico-inglés (n. 1928).
- 2017: Zoe Laskari, actriz griega, ganadora de un concurso de belleza (n. 1944).[119]
- 2018: Kofi Annan, economista ganés (n. 1936), 7.º secretario general de la ONU entre 1997 y 2006.
- 2018: Denis Edozie, juez nigeriano (n. 1935), miembro de la Corte Suprema de Nigeria.[120]
- 2020: Ben Cross, actor británico-inglés de teatro y cine (n. 1947).
- 2020: Madhav Prasad Ghimire, poeta nepalí (n. 1919).
- 2020: Mohammad Ali Tashiri, clérigo y diplomático iraní (n. 1944).
- 2023: Cheems, perro que se hizo viral y se volvió meme en las redes sociales en 2019 (n. 2011).
- 2023: Lolita (57), la segunda orca más vieja en cautiverio (n. 1966).[121]
- 2023: Al Quie (99), político estadounidense, 35.º gobernador del estado de Minnesota (n. 1923).[122]
- 2024: Ruth Johnson Colvin, escritora y educadora estadounidense, fundadora de ProLiteracy Worldwide (n. 1916).[123]
- 2024: Alain Delon, actor franco-suizo (n. 1935).[124]
- 2024: Phil Donahue, presentador y productor estadounidense de programas de entrevistas (n. 1935).[125]

## Celebraciones
- Día Mundial de la Prevención de Incendios Forestales.[126]
Esta fecha busca concientizar sobre la importancia de proteger los bosques y prevenir los incendios forestales, que pueden tener graves consecuencias ambientales y sociales.[127]

- Día Mundial de la Arqueología.[128]

- Día de Nunca Rendirse.[129]
(en inglés: Never Give Up Day).

 Por países
(Por orden alfabético)
- Argentina:
  -  Misiones:
    - Aniversario de Itacaruaré.[130]
Fundación: 18 de agosto de 1901 (124 años).

- Nicaragua:
  - Día del Pediatra Nicaragüense.

### Santoral católico

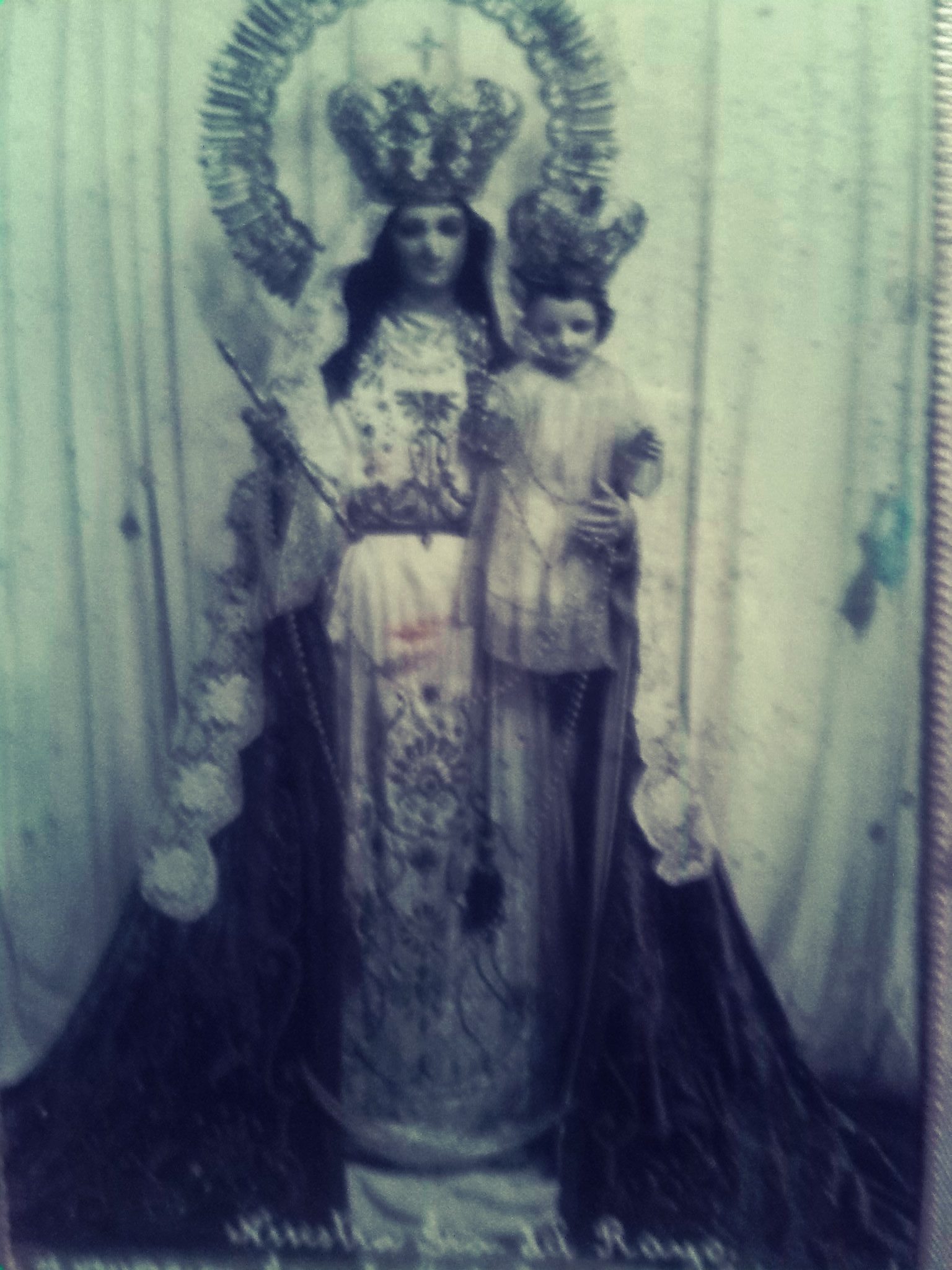
Imagen de Nuestra Señora del Rayo que se venera en Orizaba, Veracruz, México.

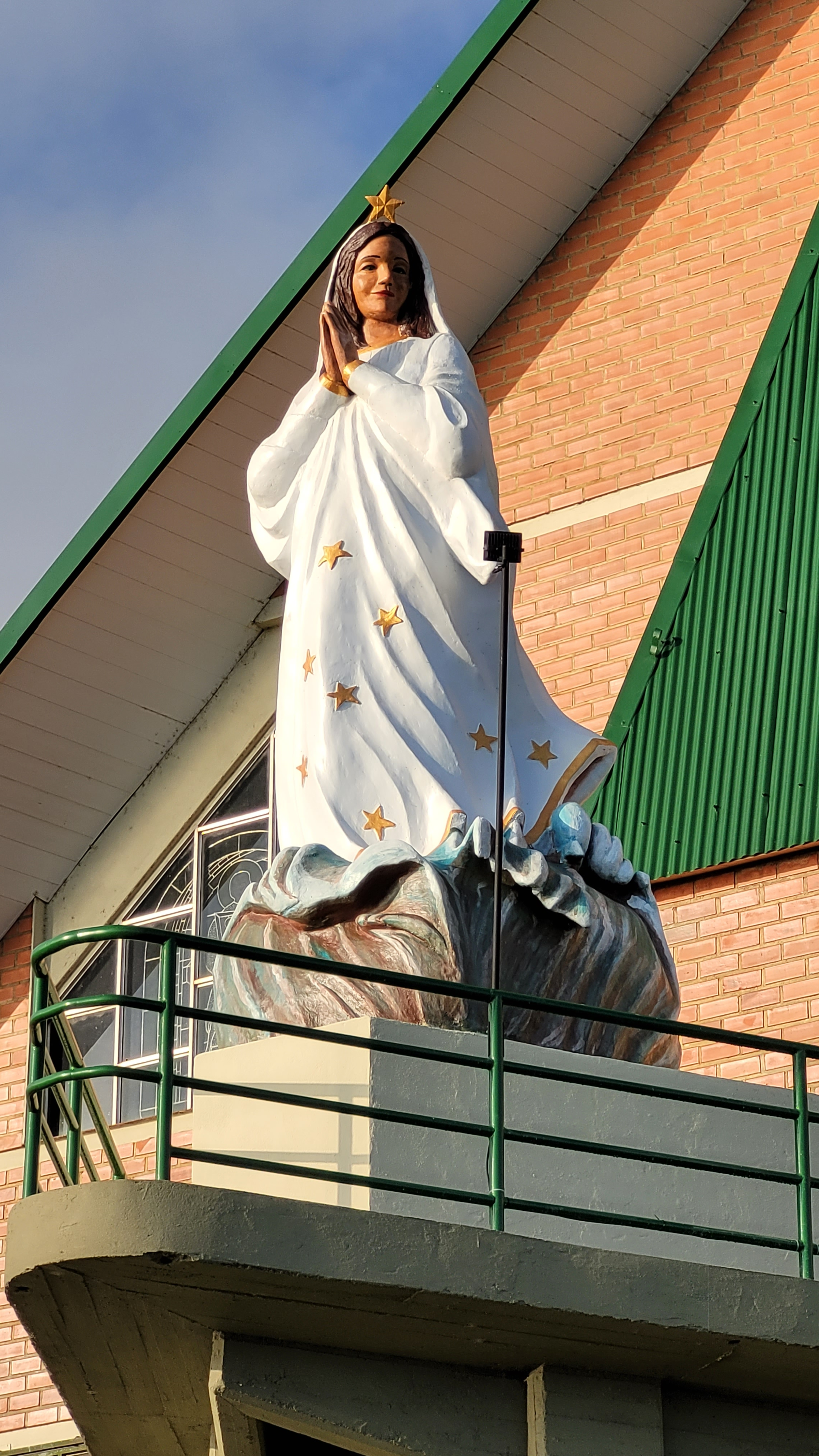
Imagen de la Virgen Stella Maris, patrona de la Familia Naval en Argentina.

- Nuestra Señora del Rayo. (imagen ilustrativa).

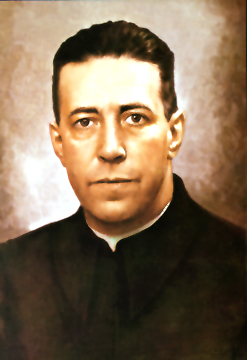
Chile festeja el Día de la Solidaridad en honor al sacerdote Alberto Hurtado.

- Santa Elena.[131]
Es patrona de varias causas, incluyendo los arqueólogos, los conversos, los matrimonios difíciles y los divorciados. También es considerada patrona de la Acción Católica Argentina, específicamente del Área Adultos.
- San Agapito de Lacio.[131]
- San Alberto Hurtado.[131](imagen ilustrativa).
- San Crispo.
- San Daigh.
- San Eonio de Arlés.[131]
- San Ernán.
- San Eván de Ayrshire.
- San Fermín de Metz.[131]
- San Franco de Francavilla.
- San Gaspar de Salamanca.
- San Hermes de Roma.
- San Juan de Rila.
- Santa Juana de Chantal.[131]
- Santa Juliana de Myra.
- Santa Juliana de Stobylum.
- San León de Licia.[131]
- San Leonardo de Cava.
- San Macario de Bitinia.[131]
- Santos Mártires de Iliria.
- Santos Mártires de Útica.
- San Milón.
- San Polieno de Roma.
- San Ronan de Iona.
- San Serapión.
- Beato Antonio Banassat.[131]
- Beato Domenico de Molinar.
- Beato Francisco Arias Martín.[131]
- Beato Martín Martínez Pascual.[131]
- Beato Leonardo de Cava.[131]
- Beato Nicolás Factor.
- Beata Paula Montaldi.[131]
- Beato Reinaldo de Concorégio.[131]
- Beato Teodoro de Celles.
- Beato Vicente María Izquierdo Alcón.[131]

 Por países
(Por orden alfabético)
- Argentina:
  - Virgen Stella Maris, patrona de la Familia Naval.[132](imagen ilustrativa).

- Chile:
  - Día de la Solidaridad.
Como homenaje en memoria del sacerdote San Alberto Hurtado Cruchaga S.J., que falleció un 18 de agosto de 1952, santo patrono de los trabajadores en Chile.[133](imagen ilustrativa).

- España:
  - Biescas (España): romería a la ermita de Santa Elena.
  - Santa Elena (España): fiestas patronales.
  - Torre de Embesora (España): fiestas de Santa Elena y San Bartolomé.
  - Guadalajara: fiesta de Nuestra señora del Rayo.

- México:
  - Día de Nuestra Señora del Rayo. (imagen ilustrativa).
  - Orizaba: en Veracruz se realiza la tradicional procesión de Nuestra Señora del Rayo.